# I Commitments
I Commitments (titolo originale The Commitments ) è un romanzo umoristico di Roddy Doyle, pubblicato per la prima volta nel 1987, ed in Italia nel 1998 da Guanda. Si tratta del romanzo d'esordio dello scrittore irlandese, e diede il via alla cosiddetta Trilogia di Barrytown. Racconta la storia di una band di musica soul nella periferia nord di Dublino. 
Dal romanzo nel 1991 fu realizzata una fortunata trasposizione cinematografica per la regia di Alan Parker. 

## Trama
Jimmy Rabbite conosce la musica come pochi altri a Barrytown, periferia nord di Dublino, ed ha l'impressione che manchi qualcosa di importante nella musica che si sente in zona. Così quando due suoi amici che stanno cercando di mettere su una band si rivolgono a lui per avere consigli, capisce che è arrivato il momento di dare a Dublino il soul. Nascono i Commitments, pescando tra vecchi compagni di scuola e conoscenti, ma anche grazie ad una provvidenziale inserzione sul giornale locale. Perché grazie all'annuncio arriva la guida divina, nelle vesti di Joey The Lips Fagan, trombettista con alle spalle una gloriosa carriera con i più grandi soulmen di sempre, che vede nella nuova banda l'occasione di espiare qualche vecchio peccato. Grazie ai suoi ispirati e pazienti consigli (ed al garage di sua madre) la band inizia a diventare pian piano una realtà, e dopo il necessario periodo di esercizi per permettere anche ai neofiti di consolidare le basi, arriva il momento delle prime prove di gruppo. Anche in questa delicata fase tutto sembra funzionare bene, malgrado qualche piccolo screzio, che spetterà al manager appianare, creando la coesione di cui la band ha bisogno. Per fortuna Jimmy si dimostra all'altezza del compito, ed arriva così anche il momento della prima apparizione in pubblico. Un pubblico a dire il vero molto ristretto, ma serve comunque a compiere il primo passo, ed anche questa esperienza viene archiviata con soddisfazione dalla band. Perché la musica è davvero quella giusta, e malgrado qualche piccolo incidente dovuto agli spazi non sempre adatti, ed all'eccesso di protagonismo di Deco, il cantante, i Commitments esibizione dopo esibizione crescono, cominciando a farsi conoscere, arrivando anche ad attirare l'interessamento della stampa locale. Così quando si fa viva una piccola etichetta indipendente per un disco di lancio, sembra che per la band la strada per il successo sia aperta, e nulla possa andare storto. Invece le tensioni e le gelosie che covavano sotto la cenere esplodono proprio in quel momento, ed il povero Jimmy si ritrova d'improvviso manager di una band che non esiste più. La delusione è totale, ma il richiamo della musica è comunque più forte, e dopo un breve periodo di scoraggiamento, rinasce la voglia di provarci. Magari cambiando genere. Perché non tentare col country-rock?

## Personaggi
- Jimmy Rabbite. Il manager. Nessuno conosce la musica come lui, almeno questo pensano i suoi amici. Ma il carisma sicuramente c'è. Farà le scelte giuste, e Dublino avrà il suo soul.
- Joey The Lips Fagan. Ha suonato con i più grandi, ed ora il destino (o forse qualcuno anche più in alto) lo ha fatto incrociare con i Commitments. Sarà solo grazie al suo aiuto che la band potrà diventare qualcosa di più di una buona idea.
- Declan Cuffe. Grande voce, pessimo elemento. La band non può fare a meno di lui, ma se potesse, lo farebbe volentieri.
- Outspan Foster e Dereck Scully. Amici da tempo, sono i primi a lanciare l'idea della band, e sono anche gli unici che ne rimangono fedeli fino alla fine.
- James Clifford, "The Soul Surgeon". Pianista, l'unico della band ad avere basi musicali già in partenza, una sicurezza.
- Billy Mooney. Il batterista, fino a quando non decide di non poterne proprio più.
- Dean Fay. Lui ed il suo sassofono ci metteranno abbastanza ad andare d'accordo, ma grazie agli insegnamenti di Joey, riuscirà a crescere molto, anche oltre i desideri del suo maestro.
- Imelda Quirk, Natalie Murphie e Bernie Mcloughlin. Le Commitmentettes, le voci femminili di supporto che ogni soul band degna di questo nome deve avere, da elemento coesivo principale, finiranno per costituirne la fine.
- Mickah Wallace. Buttafuori molto entusiasta, visto i trascorsi da teppista ed attaccabrighe. Per un poco, sarà anche il batterista.

## Edizioni italiane
- Roddy Doyle, I Commitments, traduzione di Giuliana Zeuli, Guanda, 1998  [1987], ISBN 978-88-7746-812-3.